# 五月ヶ丘古墳
五月ヶ丘古墳（さつきがおかこふん、五月ケ丘古墳）は、大阪府池田市五月丘にある古墳。形状は円墳。池田市指定史跡に指定されている。

## 概要

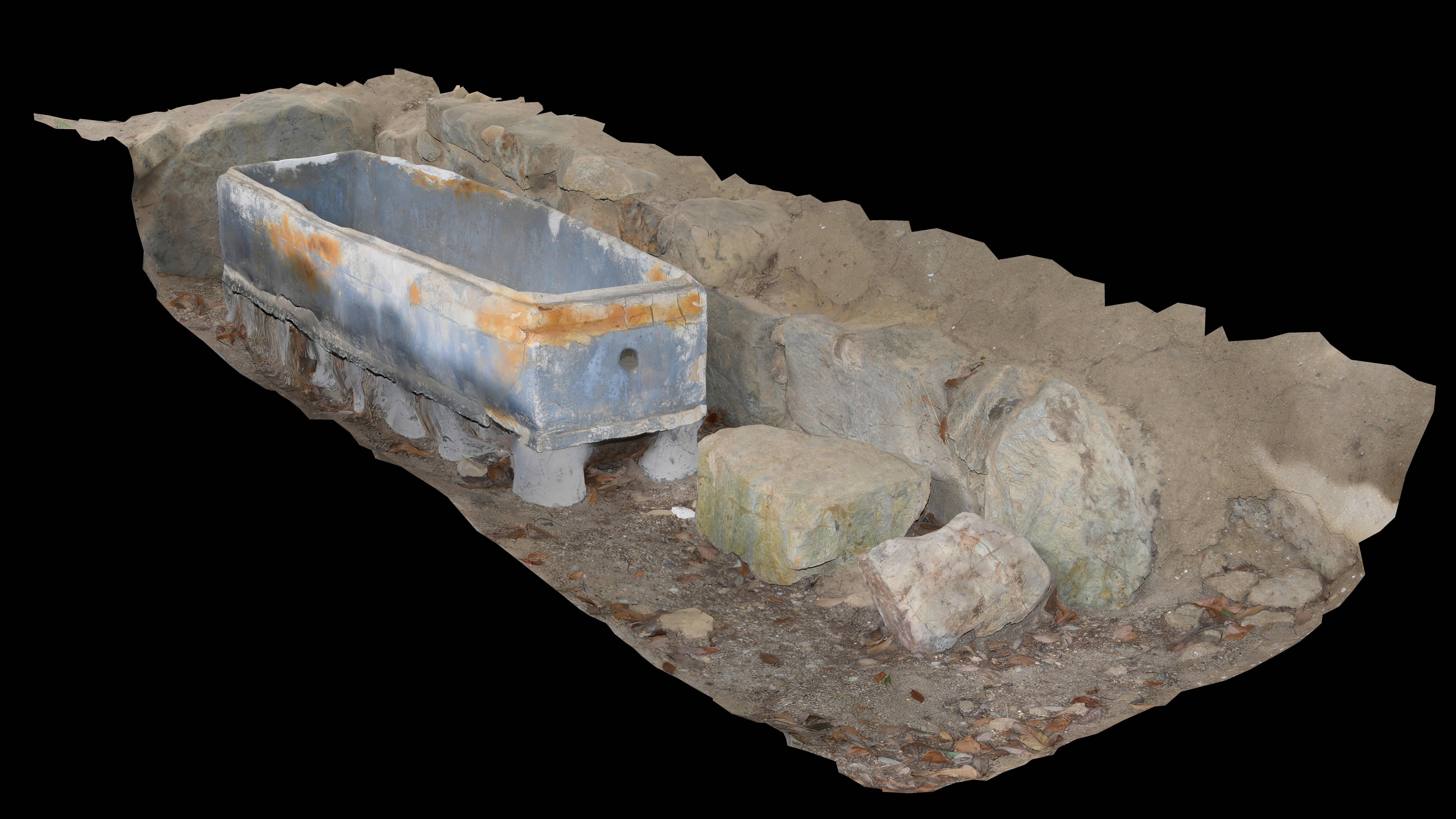
石室パース図

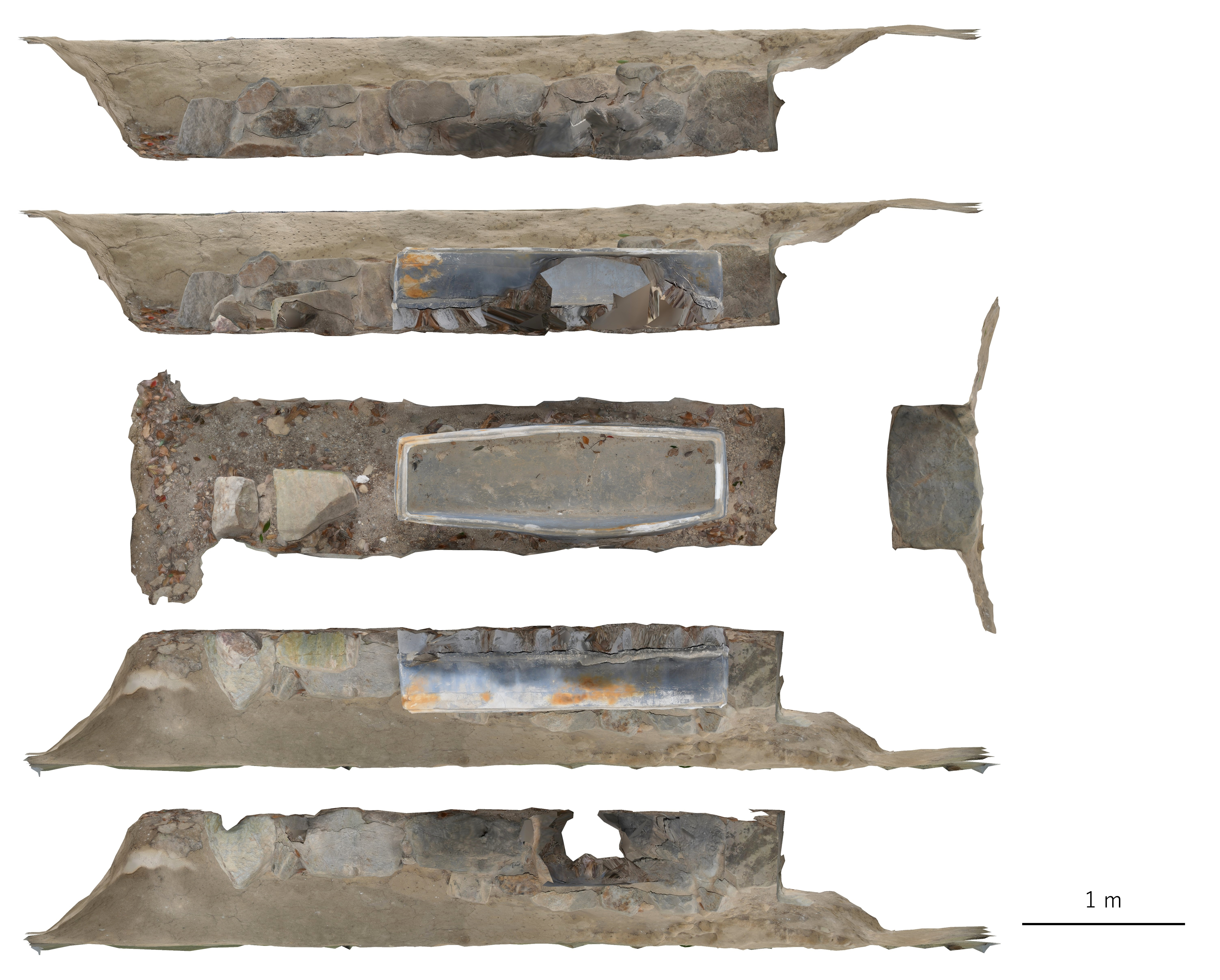
石室展開図

大阪府北部、猪名川東岸の五月山丘陵南麓の尾根上に築造された古墳である。これまでに墳丘は大きく削平を受けているほか、1973・1979年（昭和48・54年）に発掘調査が実施されている。
墳形は円形で、直径約8メートルを測る。埋葬施設は無袖式の横穴式石室で、南方向に開口する。石室全長は3.5メートルを測り、石室内には長さ2メートルの陶棺が据えられる。築造時期は古墳時代終末期の7世紀代と推定される。被葬者は明らかでないが、秦氏一族（中間階層）とする説が挙げられている。
古墳域は1980年（昭和55年）に池田市指定史跡に指定されている。

## 遺跡歴
- 1955年（昭和30年）、古墳として発見[6]。
- 1973年（昭和48年）、確認調査（大阪府教育委員会）[2][6]。
- 1979年（昭和54年）、池田市立歴史民俗資料館建設に伴う再調査、復元整備（池田市教育委員会、1980年に報告書刊行）[2][6]。
- 1980年（昭和55年）3月24日、池田市指定史跡に指定[5]。

## 出土品

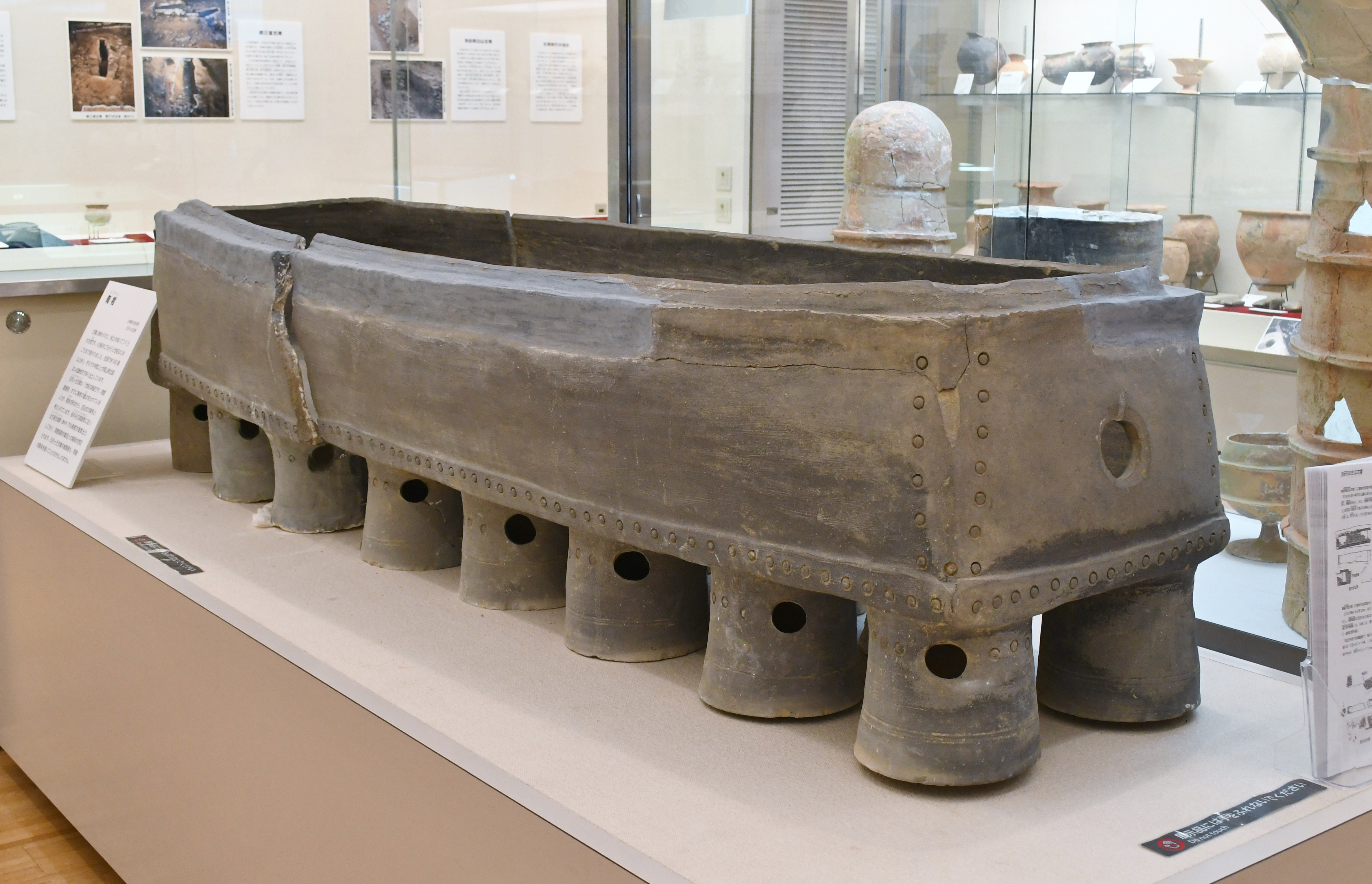
陶棺池田市立歴史民俗資料館展示。

石室内からの出土品は次の通り。
- 陶棺 1 - 棺身のみ。家形四柱式で、復元長約2メートル。
- 須恵器 1 - 追葬時の遺物か[6]。

これらの出土品は、現在では池田市立歴史民俗資料館で保管されている。

石室俯瞰図
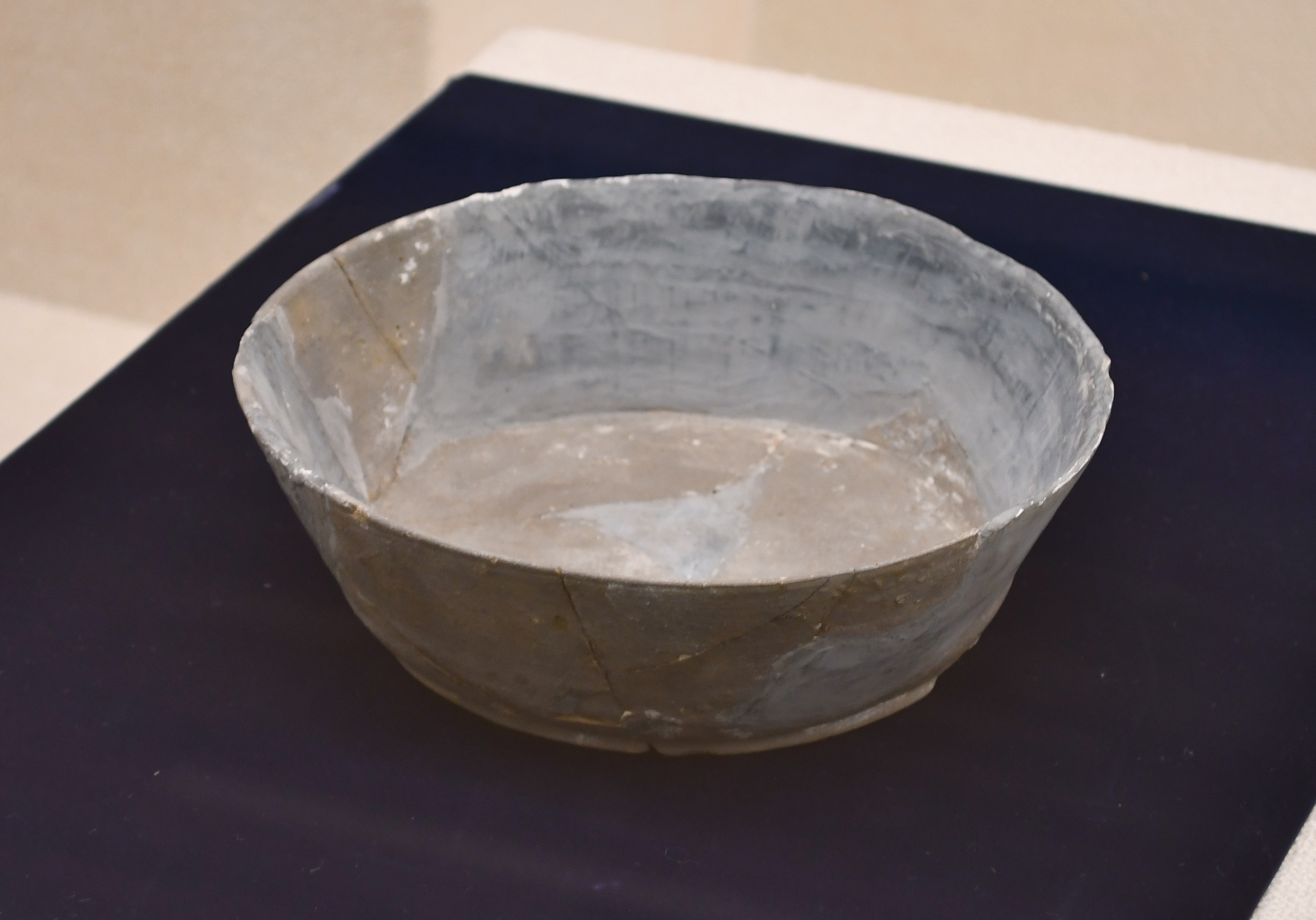
須恵器 坏身 池田市立歴史民俗資料館展示。

## 文化財

### 池田市指定文化財
- 史跡
  - 五月ヶ丘古墳及び出土遺物 - 1980年（昭和55年）3月24日指定[5]。

## 交通アクセス
- 鉄道：阪急電鉄宝塚本線 池田駅（徒歩約15分）[1]

## 関連文献
（記事執筆に使用していない関連文献）
- 『池田市史 史料編 第1（原始・古代・中世）』池田市、1967年。